# Partido de La Costa
Partido de La Costa är en kommun i Argentina.   Den ligger i provinsen Buenos Aires, i den östra delen av landet, 260 km sydost om huvudstaden Buenos Aires. Antalet invånare är 70 214. Arean är 226 kvadratkilometer.
Terrängen i Partido de La Costa är mycket platt.